# 夏井みく
夏井 みく（なつい みく、1998年11月4日 - ）は、リポーター、日本の元女性アイドル。アイドルグループ「SEVEN4」のキャプテン、ALLOVER team teamδ所属。「SPRING CHUBIT」の元メンバー。2021年4月3日　GOTANDA G2にて、「夏井みく　THE FINAL」を開催、芸能活動を引退。2023年2月に徳島県にてリポーター（Talent office SERENO所属）として再始動。2024年5月31日卒業。

## 人物
- ニックネーム「みきゅー」
- 身長 143cm、血液型 A型、好きな花はひまわり。
- ステージデビューは、2013年12月12日。
- 担当カラー「黄色」
- 決めゼリフ「さんきゅー　もろきゅー　みきゅー」

## 作品

### CD

#### ソロ
- 「Day Dream」（2019年2月23日）
本人初となるソロCD
秋葉原にあるムーランアキバ本店にてリリースイベントが開催され、2019年2月24日付のムーランCD売上週間ランキングでは5位にランクイン。
- 「ア・キラメ・ナイ」（2019年12月25日）
2ndソロCD
秋葉原にあるムーランアキバ本店にてリリースイベントが開催された。
- 「Shiny Star」（2021年4月3日）
3rdソロCD
LIVE会場限定盤 完売

#### ユニット
SPRING CHUBIT
- 「サバーイ夏!!BANG!BANG!BANG!」（2018年7月21日）
発売当日は、無料のCDお渡し会が開催された。
当日予約して参加された方に、オリジナルT シャツが無料で配布された。この日は、この後発表される新曲のセンター&メインボーカル争奪戦の最終投票結果が発表され、3位にランクイン（1082票）。

### DVD
- 「Thank You!」（2018年12月26日）
発売当日、秋葉原にあるムーランアキバ本店にて、リリースイベントが開催された